# Джорджіо Деметріо Ґалларо
Джорджіо Деметріо Ґалларо (італ. Giorgio Demetrio Gallaro; нар. 16 січня 1948, Поццалло) — італійський архиєпископ, єпарх єпархії П'яна-дельї-Албанезі Італо-албанської католицької церкви (2015—2020), а в 2020—2023 роках — адміністратор цієї єпархії; секретар Конгрегації Східних Церков у 2020—2023 роках.

## Життєпис
Народився 16 січня 1948 року в містечку Поццалло на Сицилії. Навчався в семінарії в Ното, після чого у 1968 році переїхав до Лос-Анджелеса, де 27 травня 1972 року отримав священиче рукоположення. Після восьми років служіння по різних парафіях східного обряду в США продовжив вищі студії в Папському східному інституті та Папському університеті святого Томи Аквінського. Здобув докторат зі східного канонічного права та ліценціят з екуменічного богослов'я.
У 1987 році інкардинований до мелькітської греко-католицької єпархії в Ньютоні. Викладав канонічне право в семінарії святих Кирила і Методія Піттсбурзької греко-католицької архиєпархії, працював у Стемфордській єпархії та Філадельфійській архиєпархії УГКЦ. З 2011 року був віце-президентом Товариства Східного Права, а з 2013 — консультором Конгрегації Східних Церков.

## Єпископ
31 березня 2015 року папа Франциск номінував о. Джорджіо Деметріо Ґалларо єпископом єпархії П'яна-дельї-Албанезі. Єпископську хіротонію отримав 28 червня 2015 року. Головним святителем був єпископ єпархії Лунґро Донато Оліверіо, а співсвятителями були апостольський екзарх Греції Дімітріос Салахас і єпископ мелькітської греко-католицької єпархії Ньютона Ніколас Самра.
25 лютого 2020 року папа Франциск призначив владику Джоржіо Деметріо Ґалларо Секретарем Конгрегації Східних Церков, надавши йому архиєпископську гідність ad personam і титулярний осідок Трекале.
Вільно володіє італійською і англійською мовами, а з літургійних мов — грецькою, албанською та арабською.